# Trevor Smith, Baron Smith of Clifton
Trevor Arthur Smith, Baron Smith of Clifton, Kt (* 14. Juni 1937; † 24. April 2021) war ein britischer Politikwissenschaftler, Hochschullehrer und Politiker der Liberal Democrats, der seit 1997 als Life Peer Mitglied des House of Lords ist.

## Leben

### Studium, erfolglose Unterhauskandidatur und Hochschullehrer
Nach dem Schulbesuch absolvierte Smith ein Studium der Politikwissenschaften und war nach dessen Beendigung zwischen 1958 und 1959 zuerst Lehrer, ehe er anschließend bis 1960 in Teilzeit Assistant Lecturer an der University of Exeter war. Zwischenzeitlich kandidierte er bei den Unterhauswahlen am 8. Oktober 1959 im Wahlkreis Lewisham West erfolglos für ein Abgeordnetenmandat im House of Commons. Nach einer darauf folgenden Tätigkeit von 1960 bis 1962 als Forschungsmitarbeiter am Acton Society Trust, war er zwischen 1962 und 1967 Lecturer für Politikwissenschaften an der University of Hull.
Im Anschluss begann er eine Lehrtätigkeit am Queen Mary College (QMC) der Universität London und war dort zwischen 1967 und 1983 Lecturer beziehungsweise später Senior Lecturer für Politikwissenschaften. Zugleich war er 1969 als Gast Associate Professor an der California State University, Los Angeles tätig und fungierte zwischen 1972 und 1985 als Leiter der Abteilung für Politikwissenschaften sowie ferner von 1979 bis 1982 als Dekan für soziale Studien am QMC. Smith, der von 1983 bis 1991 eine Stiftungsprofessur am QMC innehatte, war zwischen 1985 und 1987 erst Pro-Prinzipal, dann Leitender Pro-Prinzipal sowie schließlich von 1989 bis 1991 Leitender Vize-Prinzipal des Queen Mary College. Zwischen 1975 und 2006 engagierte er sich als Direktor des Joseph Rowntree Reform Trust und war in dieser Zeit von 1987 bis 1999 dessen Vorsitzender.
In dieser Zeit war er 1987 auch Vorsitzender der Hochschulrektorenkonferenz in Irland. Des Weiteren engagierte sich Smith in der britischen Vereinigung für politische Studien (Political Studies Assoc) und war dort von 1988 bis 1989 deren Vorsitzender, danach zwischen 1989 und 1991 Vizepräsident sowie zwischen 1991 und 1993 Präsident und ist seit 1993 wiederum Vizepräsident dieser Vereinigung.

### Ämter in Institutionen und in der Privatwirtschaft
Weiterhin gehörte er zwischen 1979 und 1984 dem Verwaltungsrat der Sir John Cass Redcoat School als Mitglied an sowie von 1985 bis 1992 auch dem Verwaltungsrat der Universität Haifa und war zwischen 1988 und 1993 auch Mitglied des Verwaltungsrates des Bell Educational Trust.
Neben seiner Lehrtätigkeit am QMC übernahm er auch zahlreiche Funktionen in der Privatwirtschaft und war Vorstandsmitglied mehrerer Unternehmen wie Job Ownership Ltd (1978 bis 1985), New Society Ltd (1986 bis 1988), Statesman and Nation Publishing Co Ltd (1988 bis 1990) sowie Gerald Duckworth & Co Ltd (1990 bis 1995). Weiterhin engagierte er sich auch zum Schutz von Patienten und war zwischen 1987 und 1989 erst Mitglied und dann bis 1991 Vizepräsident der Gesundheitsverwaltung des London Borough of Tower Hamlets sowie zugleich von 1988 bis 1997 Vizepräsident der Patientenvereinigung Großbritanniens.
Zwischen 1991 und 1999 war er Vizekanzler der University of Ulster und zeitgleich stellvertretender Präsident des Instituts für staatsbürgerschaftliche Studien. Ferner war er in dieser Zeit von 1995 bis 1999 Präsident des Belfast Civic Trust sowie zwischen 1995 und 1996 Mitglied des Verwaltungsrates der International Association of Universities (IAU) und dann von 1996 bis 1999 Vorstandsmitglied von A Taste of Ulster. Daneben ist er seit 1995 Mitherausgeber der wissenschaftlichen Fachzeitschrift Government and Opposition und war von 1993 bis 1999 Mitglied des britischen Sokrates-Rates sowie zuletzt von 1996 bis 1999 dessen Vorsitzender.

### Oberhausmitglied
1996 wurde Smith als Knight Bachelor geadelt und fortan den Namenszusatz „Sir“. Durch ein Letters Patent vom 4. November 1997 wurde Smith als Baron Smith of Clifton, of Mountsandel in the County of Londonderry, zum Life Peer erhoben und dadurch Mitglied des House of Lords. Kurz darauf erfolgte seine Einführung als Mitglied des House of Lords. Im Oberhaus gehört er zur Fraktion der Liberal Democrats.
Zu Beginn seiner Oberhauszugehörigkeit war er von 1999 bis 2000 Mitglied des zum Oberhausausschuss für Wissenschaft und Technologie gehörenden Unterausschuss für Komplementär- und Alternativmedizin und danach von 2000 bis 2010 Sprecher der liberal-demokratischen Fraktion für Nordirland. Zugleich war er in dieser Zeit zwischen 2000 und 2011 Mitglied der britisch-irischen Interparlamentarischen Versammlung.
Lord Smith, der von 2000 bis 2002 auch Mitglied des Aufsichtsrates der Gesundheitsverwaltung von North Yorkshire war, gehörte 2001 auch dem Oberhausausschuss für Recht und Institutionen der EU als Mitglied an und war ferner von 2001 bis 2002 Vorsitzender des Oberhausausschusses für Tiere in wissenschaftlichen Verfahren. Darüber hinaus war er zwischen 2004 und 2006 Mitglied des Oberhausausschusses für Kommunikation sowie zugleich von 2005 bis 2008 des Oberhausausschusses für Verfassungsangelegenheiten. Zwischen 2006 und 2008 war er auch Mitglied des Unterausschusses für Interessen des House of Lords sowie von 2007 bis 2010 Sprecher der Fraktion der Liberal Democrats für Verfassungsfragen.
Daneben war er von 2008 bis 2009 Mitglied des Oberhaus-Ad-hoc-Ausschusses für die sogenannte Barnett-Formel, mit der öffentliche Aufgaben in den Teilen Großbritanniens vergeben. Seit 2010 ist er Mitglied des Oberhauses für Wirtschaft und war außerdem von 2007 bis 2011 Direktor von Democratic Audit Ltd.

## Ehrungen und Auszeichnungen
Lord Smith wurde mehrfach ausgezeichnet und war Ehrendoktor der Rechtswissenschaften (Hon. LL.D.) der Universität Dublin (1992), der University of Hull (1993), der National University of Ireland (1996) sowie Doctor of Humane Letters (D.H.L.) der University of Alabama (1998) sowie Doctor of Letters (Hon. D.Litt.) der University of Ulster (2002). Weiterhin wurde er 1994 Ehrenmitglied des Senats der Hochschule Augsburg und war ab 2003 Ehren-Fellow des Mary College (QMC) der Universität London.
Zudem war er Mitglied beziehungsweise Fellow der Academy of Social Sciences 2001 sowie der Royal Historical Society (1986), des CIMGt (1992), der Royal Society of Arts sowie des Institute of Continuing Professional Development.